# Bo Ejeby förlag
Bo Ejeby förlag är ett svenskt bok- och musikförlag, grundat 1991 av förläggaren Bo Ejeby som en avknoppning från Bokförlaget Korpen. Förlaget var länge även återförsäljare av böcker och noter från andra förlag samt musik utgiven på skivbolaget Footprint Records, men är sedan början av 2020-talet helt inriktat på den egna utgivningen av musikböcker och noter.  Den specialiserade bokutgivningen innehåller biografier över tonsättare och musiker, musikhistoria, musikteori och musikvetenskap – böcker om skapande och lyssnande, såväl originalutgåvor som översatt litteratur. Bokutgivningen innehåller även några diktsamlingar, essäer och en roman. Bland noterna utgörs den allra största delen av nyskriven musik för kör, samt några vissamlingar. Sedan 2023 heter förlaget Ejeby Förlag, och drivs som ett familjeföretag bestående av Bo och hans två döttrar Klara och Kajsa.
Bland förläggaren Bo Ejebys (f 1947) utmärkelser och uppdrag: Mottagare av Västra Götalandsregionens kulturstipendium 2010, Göteborgs kommuns kulturstipendium 2011 och Stiftelsen Visans Vänners stipendium 2018. Tidigare styrelseledamot i FSK Föreningen Sveriges Körledare och Göteborgs Litteraturhus. Tidigare ordförande för Göteborgs kammarkör och Rilkeensemblen. Aktiv medlem i branschorganisationen Musikförläggarna samt styrelsemedlem i Förlagshuset i Göteborg. 2021 erhöll han Kungliga Musikaliska Akademiens Medalj för Tonkonstens Främjande. Bo Ejeby är medgrundare av Footprint Records, som han jobbade för flera år parallellt med förlaget.